# Charles Blondin

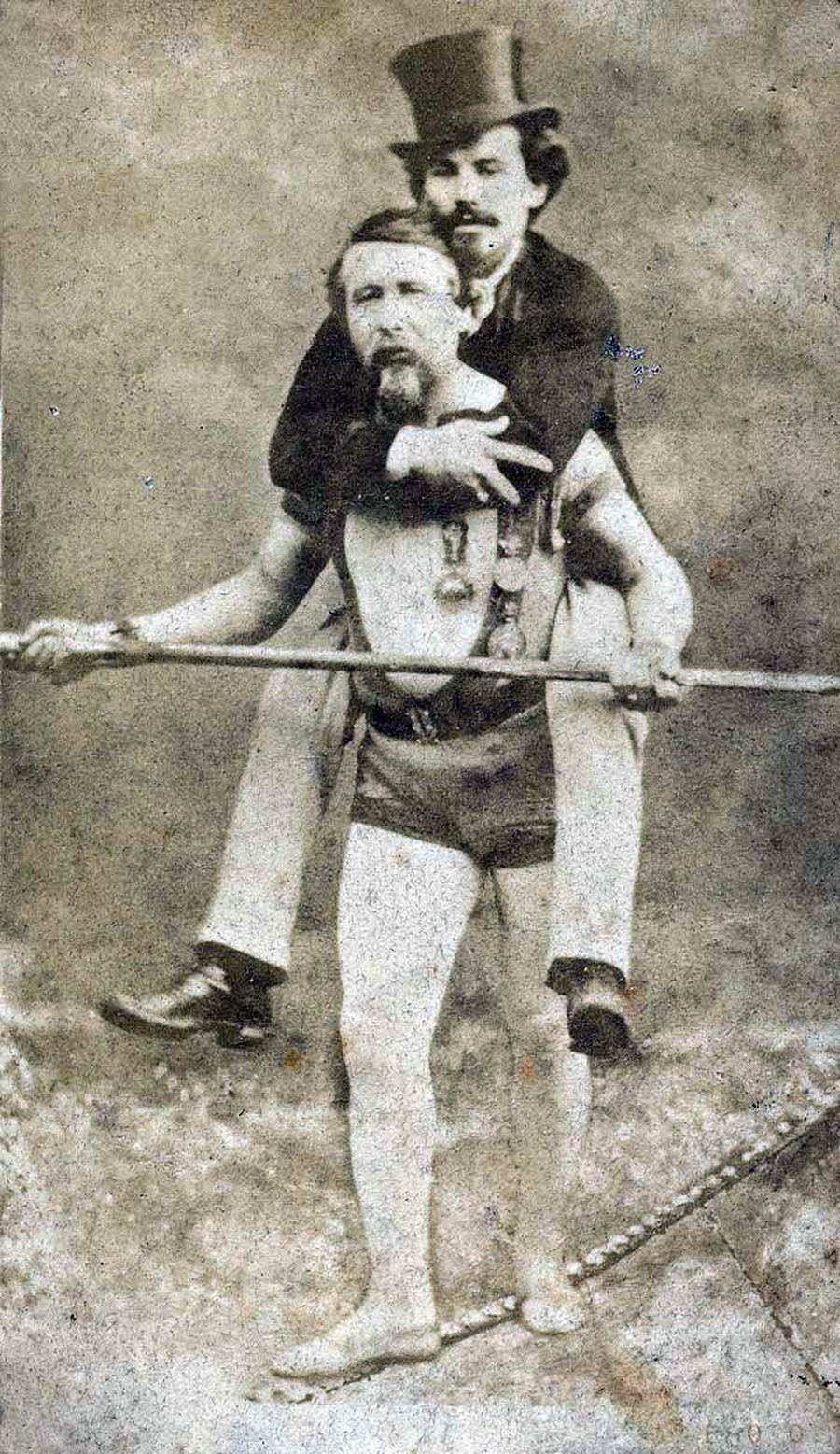
Charles Blondin cargando a Harry Colcord.

Jean François Gravelet-Blondin (Saint-Omer, 28 de febrero de 1824 – Londres, 19 de febrero de 1897), fue un funámbulo y acróbata francés. Más conocido por los nombres de Charles Blondin, Jean-François Blondin o El Gran Blondin. 

## Trayectoria
A los cinco años de edad lo enviaron al «École de Gymnase» de Lyon y tras seis meses de entrenamiento como acróbata realizó su primera aparición en público como "La pequeña maravilla".
Parte de su celebridad y fortuna la logró gracias a su idea de cruzar la garganta bajo las cataratas del Niágara caminando sobre una cuerda a una altitud de 50 metros sobre el agua. El trayecto tenía 335 metros de largo. Realizó este cruce por primera vez en 1859, y luego varias veces más, siempre con distintas variaciones: con los ojos vendados, dentro de una bolsa, arrastrando una carretilla, con zancos, cargando un hombre sobre su espalda (su agente, Harry Colcord), tomando asiento a mitad de camino para cocinar y comerse una tortilla.
Blondin actuó en 1861 por primera vez en Palacio de Cristal de Londres donde realizó acrobacias con zancos sobre un cable que se extendía sobre el vestíbulo principal, a 20 metros de altura. En 1873, Blondin cruzó el Edgbaston Reservoir en Birmingham (en 1992 se inauguró una estatua en la circunvalación de Birmingham -Ladywood Middleway- para conmemorar aquella hazaña).

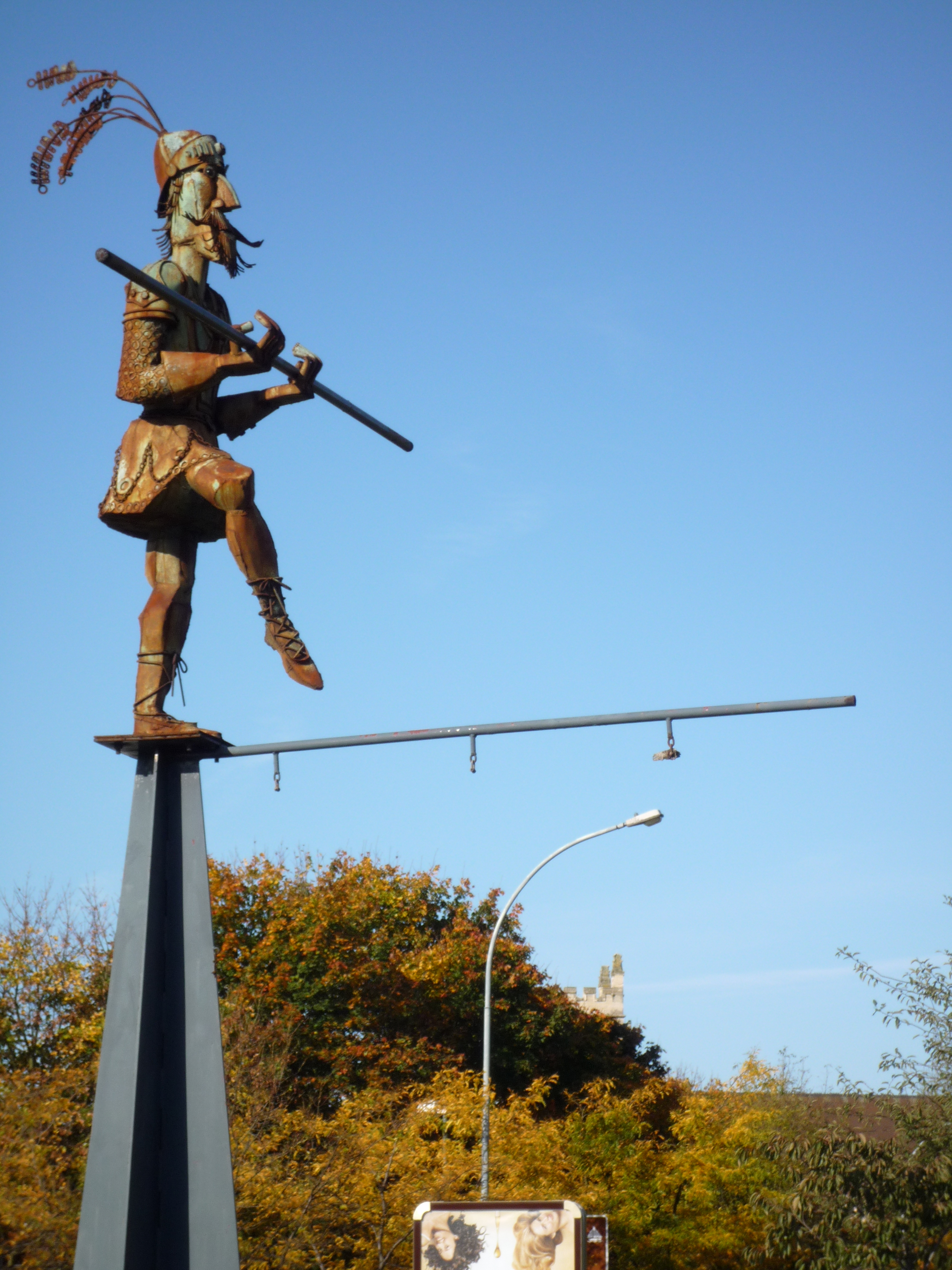
Monumento a Blondin en Ladywood (en la circunvalación de Birmingham).

Después de un período de descanso, Blondin reapareció en 1880; hizo su última función en Belfast en 1896. Murió de diabetes en el municipio de Ealing (Londres), a la edad de 73 años y fue enterrado en el cementerio de Kensal Green.
Puede considerarse al también funambulista francés Philippe Petit como a uno de sus más claros sucesores.